# Liste des bâtiments protégés d'Austurland
Cet article recense les bâtiments protégés d'Austurland, en Islande.

## Statistiques
Au 29 mai 2012, la région d'Austurland compte 33 édifices protégés, soit 7 % des protections de l'Islande.

## Liste
| Nom                     | Municipalité         | Adresse                            | Type    | Coordonnées                         | Réf. | Illustration |
| ----------------------- | -------------------- | ---------------------------------- | ------- | ----------------------------------- | ---- | ------------ |
| Bakkagerðiskirkja       | Borgarfjarðarhreppur | Bakkagerði                         | Église  | 65° 31′ 29″ nord, 13° 48′ 31″ ouest | 534  |              |
| Klyppstaðarkirkja       | Borgarfjarðarhreppur | Klyppstaðir                        | Église  | 65° 21′ 50″ nord, 13° 54′ 10″ ouest | 535  |              |
| Berufjarðarkirkja       | Djúpavogshreppur     | Berufjarðir                        | Église  | 64° 47′ 45″ nord, 14° 29′ 00″ ouest | 545  |              |
| Beruneskirkja           | Djúpavogshreppur     | Berunes                            | Église  | 64° 41′ 55″ nord, 14° 15′ 21″ ouest | 546  |              |
| Djúpavogskirkja gamla   | Djúpavogshreppur     | Djúpivogur                         | Église  | 64° 39′ 21″ nord, 14° 17′ 13″ ouest | 725  |              |
| Faktorshúsið            | Djúpavogshreppur     | Djúpivogur                         | Maison  | 64° 39′ 28″ nord, 14° 16′ 58″ ouest | 548  |              |
| Hofskirkja              | Djúpavogshreppur     | Hof                                | Église  | 64° 33′ 12″ nord, 14° 40′ 08″ ouest | 544  |              |
| Langabúð                | Djúpavogshreppur     | Djúpivogur                         | Magasin | 64° 39′ 27″ nord, 14° 17′ 00″ ouest | 549  |              |
| Papeyjarkirkja          | Djúpavogshreppur     | Papey                              | Église  | 64° 35′ 29″ nord, 14° 09′ 38″ ouest | 550  |              |
| Brekkukirkja            | Fjarðabyggð          | Mjóifjörður, Brekka                | Église  | 65° 12′ 17″ nord, 13° 48′ 51″ ouest | 533  |              |
| Búðakirkja              | Fjarðabyggð          | Búðahreppur                        | Église  | 64° 55′ 49″ nord, 14° 00′ 45″ ouest | 542  |              |
| Eskifjarðarkirkja gamla | Fjarðabyggð          | Eskifjörður, Bakkastígur 10        | Église  | 65° 04′ 20″ nord, 14° 00′ 45″ ouest | 537  |              |
| Gamla búð               | Fjarðabyggð          | Eskifjörður, Strandgata 39 B       | Magasin | 65° 04′ 20″ nord, 14° 00′ 58″ ouest | 539  |              |
| Jensenshús              | Fjarðabyggð          | Eskifjörður, Tungustígur 3         | Maison  | 65° 04′ 24″ nord, 14° 00′ 58″ ouest | 540  |              |
| Kolfreyjustaðarkirkja   | Fjarðabyggð          | Kolfreyjustaður                    | Église  | 64° 54′ 45″ nord, 13° 47′ 48″ ouest | 543  |              |
| Norðfjarðarkirkja       | Fjarðabyggð          | Neskaupstaður, Egilsbraut 15       | Église  | 65° 08′ 52″ nord, 13° 41′ 08″ ouest | 541  |              |
| Dalatangaviti           | Fjarðabyggð          |                                    | Phare   | 65° 16′ 13″ nord, 13° 34′ 32″ ouest | 532  |              |
| Randulffssjóhús         | Fjarðabyggð          | Eskifjörður                        | Maison  | 65° 03′ 51″ nord, 13° 59′ 56″ ouest | 538  |              |
| Reyðarfjarðarkirkja     | Fjarðabyggð          | Reyðarfjörður, Búðargata 1         | Église  | 65° 01′ 58″ nord, 14° 13′ 17″ ouest | 536  |              |
| Áskirkja                | Fljótsdalshérað      | Ás                                 | Église  | 65° 12′ 04″ nord, 14° 36′ 08″ ouest | 526  |              |
| Eiðakirkja              | Fljótsdalshérað      | Austur-Hérað, Eiðar                | Église  | 65° 22′ 29″ nord, 14° 21′ 05″ ouest | 523  |              |
| Eiríksstaðakirkja       | Fljótsdalshérað      | Eiríksstaðir                       | Église  | 65° 07′ 20″ nord, 15° 25′ 45″ ouest | 528  |              |
| Hjaltastaðakirkja       | Fljótsdalshérað      | Austur-Hérað, Hjaltastaður         | Église  | 65° 30′ 21″ nord, 14° 13′ 58″ ouest | 524  |              |
| Hofteigskirkja          | Fljótsdalshérað      | Hofteigur                          | Église  | 65° 21′ 27″ nord, 14° 52′ 15″ ouest | 529  |              |
| Kirkjubæjarkirkja       | Fljótsdalshérað      | Kirkjubær                          | Église  | 65° 30′ 54″ nord, 14° 24′ 04″ ouest | 530  |              |
| Þingmúlakirkja          | Fljótsdalshérað      | Austur-Hérað, Þingmúli             | Église  | 65° 02′ 13″ nord, 14° 37′ 02″ ouest | 525  |              |
| Skriðuklaustur          | Fljótsdalshreppur    | Skriða                             | Ferme   | 65° 02′ 27″ nord, 14° 57′ 08″ ouest | 527  |              |
| Skeggjastaðakirkja      | Langanesbyggð        | Skeggjastaðahreppur, Skeggjastaðir | Église  | 66° 00′ 55″ nord, 14° 53′ 39″ ouest | 519  |              |
| Gamli barnaskólinn      | Seyðisfjörður        | Suðurgötu 4                        | École   | 65° 15′ 33″ nord, 14° 00′ 24″ ouest | 531  |              |
| Ríkið                   | Seyðisfjörður        | Hafnargata 11                      | Magasin | 65° 15′ 51″ nord, 13° 59′ 43″ ouest | 669  |              |
| Bustarfell              | Vopnafjarðarhreppur  | Vopnafjörður                       | Maison  | 65° 36′ 57″ nord, 15° 05′ 52″ ouest | 520  |              |
| Hofskirkja              | Vopnafjarðarhreppur  | Vopnafjörður, Hof                  | Église  | 65° 39′ 22″ nord, 15° 00′ 33″ ouest | 521  |              |
| Vopnafjarðarkirkja      | Vopnafjarðarhreppur  | Vopnafjörður                       | Église  | 65° 45′ 09″ nord, 14° 49′ 48″ ouest | 522  |              |